# 中日聯合聲明
《中华人民共和国政府和日本国政府联合声明》簡稱《中日聯合聲明》，又稱《中日建交公報》，是1972年9月29日簽署的一份聯合聲明，標誌中華人民共和國與日本建交。

## 背景
1960年代後，原來關係密切的中蘇交恶，於1969年更爆發中蘇邊界戰爭，中華人民共和國的安全受到蘇聯嚴重威脅，急需尋找新的國際戰略伙伴。1971年10月聯合國大會2758號決議中华人民共和國取得聯合國之中国代表权前後，加拿大等西方國家開始紛紛承認中華人民共和國；1972年2月，美國總統理查德·尼克松訪華，联合發表《上海公報》，震驚世界。

中華人民共和國領導人毛泽东與周恩来

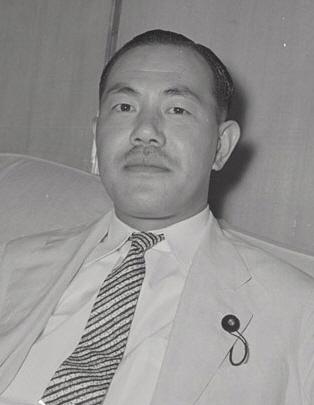
日本首相田中角榮

日本在1949年後沒有立即承認中華人民共和國，對中華人民共和國採取「政经分离」的政策，但經濟、貿易和文化交往越來越密切。
1972年日本自由民主黨總裁選舉中，日中關係就是其中一個重要的議題，田中角榮在競選時承諾上台後要實現日本與中华人民共和国邦交正常化，得到其他候選人三木武夫和中曾根康弘的支持。最後，田中大比數擊敗最大的競爭對手，當時屬於親中華民國派的福田赳夫。7月，田中角榮出任日本首相後，表示充分理解中華人民共和國政府的「復交三原則」（即承認中華人民共和國是中國的唯一合法政府，理解和尊重台灣是中華人民共和國不可分割的一部分這一主張以及廢除《中日和約》），中華人民共和國政府也對此做出積極回應。同年9月25日，日本內閣總理大臣田中角榮、外務大臣大平正芳和內閣官房長官二階堂進訪華，會見中共中央主席毛澤東、中華人民共和國國務院總理周恩來和外交部長姬鵬飛等人，商討建立邦交、發表聯合聲明及其他事項。當天晚宴田中發言時用「添麻煩」對侵華戰爭道歉，引起風波，但雙方最終也達成了共識。9月29日上午，雙方代表在北京人民大會堂東大廳舉行《中日聯合聲明》的簽署儀式，田中角榮、大平正芳和周恩來、姬鵬飛在聲明上用毛筆簽字。

## 內容與形式
簽署者
- 日方

內閣總理大臣　田中角榮
外務大臣　大平正芳
- 中方

国務院總理　周恩来
外交部長 姬鹏飞
《中日聯合聲明》主要內容有：強調中日兩國的悠久友誼，結束兩國的不正常狀態（戰爭狀態），日本對「過去戰爭給中國人民造成的重大損害的責任，表示深刻的反省」等。
條款的八個主要內容是：
1. 中日結束不正常關係；
2. 日本承認中華人民共和國政府是中國唯一合法政府（間接否認中華民國政府是中國的合法政府之一）；
3. 中國政府重申：臺灣是中華人民共和國領土不可分割的一部分。日本政府充分理解和尊重中國政府的這一立場，並按降伏文書所述，堅持遵循《波茨坦公告》第八條的立場。
4. 中日邦交建立
5. 中國政府宣布：為了中日兩國人民的友好，放棄對日本國的戰爭賠償要求；
6. 中日兩國在和平共處五項原則的基礎上建立持久和平友好關係，用和平手法解決一切爭端；
7. 反對霸權主義；
8. 進行以締結和平友好條約為目的的談判。

## 未納入內容的補充說明
1972年9月29日，在共同签字发表的《中日聯合聲明》後，日本外相大平正芳即对该联合声明的内容进行补充说明：作为中华人民共和国政府和日本邦交正常化的结果，宣布由中華民國與日本之間訂立的《中日和約》失去存在的意义而宣告终结，而中方同意采用日本外相发表谈话的形式宣告该条约的结束，不堅持把“中日和约”是非法的、无效的、必须废除（复交三原则之一）这一条单独写入聯合声明。。

## 影響
《中日聯合聲明》的簽署結束了不正常關係，建交之後，雙方關係和各方面交流蓬勃發展，對亞洲的和平也是重要的進展，對當時的局勢來說也使雙方的安全保障都有所提升，蘇聯的遠東進攻型的戰略不得不有所放緩，也促使了更多國家承認中華人民共和國；田中內閣成功促成此事，拉動了田中角榮在日本的高民望。
此後仍有分歧存留，如日方認為中方承諾的放棄戰爭賠償包括政府索賠和民間索賠，但是中方認為這一承諾僅僅是指政府索賠，不影響民間對日索賠。
声明中原则是否有法律约束力的问题已有争议。2025年3月11日，石破茂内阁针对日地方议员质询提案书中询问地方自治体、首长、地方议会、地方议员是否有义务“充分理解并尊重”中日联合声明中所载“中国的立场”的法律义务问题，作出答辩书并经内阁会议决定，表示“该声明不具有法律约束力”。中国外交部发言人毛宁则回应称，1978年签订的《中日和平友好条约》中确认，《中日联合声明》“是两国间和平友好关系的基础，联合声明所表明的各项原则应予严格遵守”。条约由中日两国政府签署、两国立法机构审议批准后正式生效，从法律上确认了联合声明的各项原则和内容，故《中日联合声明》当然具有法律约束力。
此外，雖然中國和日本已建立外交關係四十多年，但中國政府仍然公开允许抗日神劇和反日的民間中國民族主義情绪的传播。而日本和美國一樣，對前邦交國中華民國（台灣）賦予特殊待遇，並設置日本台灣交流協會為實際上的駐台外交代表機構。

## 外部連結
- 中华人民共和国政府和日本国政府联合声明（页面存档备份，存于） 新華網 （简体中文）
- 中华人民共和国政府和日本国政府联合声明（页面存档备份，存于） 中华人民共和国外交部 （简体中文）
- 中华人民共和国政府和日本国政府联合声明 （页面存档备份，存于） 中华人民共和国外交部 （简体中文）
- （页面存档备份，存于） 外務省 （日語）